# Love Galore
Love Galore è un singolo della cantautrice statunitense SZA, pubblicato il 28 aprile 2017 come secondo estratto dal primo album in studio Ctrl. Il singolo ha visto la collaborazione del rapper statunitense Travis Scott ed è stato pubblicato tramite le case discografiche Top Dawg Entertainment e RCA Records. Accolto positivamente dalla critica, Love Galore ha ricevuto una candidatura alla 60ª edizione dei Grammy Award come miglior collaborazione con un artista rap.

## Antefatti e pubblicazione
Il brano è stato reso pubblico per la primissima volta nel gennaio 2017, durante una esibizione al Jimmy Kimmel Live!. Il 27 aprile 2017 la versione studio di Love Galore è stata caricata sul canale SoundCloud della cantante, mentre il giorno seguente è stata pubblicata su iTunes come singolo ufficiale dal secondo album di SZA Ctrl, che sarebbe stato pubblicato poco più avanti il 9 giugno 2017.
Durante un'intervista con Genius, riguardo a Travis Scott la cantante ha dichiarato: «Sono decisamente una grande fan di Travis. Penso che riesca a fondere quella linea sottilissima tra melodia, sincope e ritmo. E io amo il suo ritmo e la sue scelte in termini di note e musica. È semplicemente fantastico, perfetto».
Per festeggiare il quinto anniversario della pubblicazione del primo album Ctrl, il 9 giugno 2022 viene pubblicata una versione deluxe contenente nuove versioni dei brani originali, tra cui una versione alternativa di Love Galore che sostituisce i versi di Travis Scott con delle parti aggiuntive di SZA.

## Video musicale
Il video musicale, diretto da Nabil, è stato pubblicato il 27 aprile 2017. Il giorno seguente il video viene caricato sul canale Vevo di SZA.
Il video musicale è ambientato all'interno di una casa, alternando scene in cui i due cantanti vengono inquadrati all'interno di una stanza totalmente nera con delle farfalle sporadiche a scene in cui i due sono in camera da letto, sdraiati sul letto. Quello che può sembrare un corteggiamento da parte di SZA, che si abbraccia al rapper, lo accarezza e lo lega successivamente al letto tramite dei lacci ai polsi, è in realtà un piano architettato dalla cantante per uccidere il rapper. Il video, infatti, si conclude con SZA che apre la porta a una signora dotata di accetta, la quale sale in camera da letto e uccide Scott, mostrando gli schizzi di sangue sporcare la finestra della stanza.

## Promozione
La cantante si è esibita col brano il 20 luglio 2017 al The Tonight Show, ai BET Awards del 2017 e al Saturday Night Live.

## Tracce
Testi e musiche di Solána Rowe, Jacques Webster II, Cody Fayne, Carter Lang, Terrence Henderson.
1. Love Galore – 4:35

## Formazione
- SZA – voce, testi
- Travis Scott – voce, testi
- Carter Lang – produzione, testi
- Scum - produzione, testi
- ThankGod4Cody – produzione, testi
- Terrence Henderson – testi
- Chris Classick – ingegneria del suono
- Tristan Bott – assistente all'ingegneria
- Derek "MixedByAli" Ali – missaggio
- Blake Harden – registrazione

## Classifiche

### Classifiche settimanali
| Classifica (2017-22) | Posizione massima |
| -------------------- | ----------------- |
| Canada               | 84                |
| Stati Uniti          | 32                |
| Sudafrica            | 88                |

### Classifiche di fine anno
| Classifica (2017) | Posizione |
| ----------------- | --------- |
| Stati Uniti       | 80        |

## Riconoscimenti
- Grammy Awards
  - 2018 – Candidatura come Miglior canzone con un artista rap[25]
- Soul Train Music Award[26]
  - 2017 – Candidatura come Miglior collaborazione
- iHeartRadio Music Awards[27]
  - 2018 – Candidatura come Miglior canzone R&B dell'anno

## Date di pubblicazione
| Paese       | Data           | Formato                  | Etichetta     | Nota   |
| ----------- | -------------- | ------------------------ | ------------- | ------ |
| Stati Uniti | 27 aprile 2017 | Download digitale        | Top Dawg, RCA | [ 28 ] |
| Stati Uniti | 1º agosto 2017 | Urban contemporary radio | Top Dawg, RCA | [ 28 ] |